# Rubia haematantha
Rubia haematantha är en måreväxtart som beskrevs av Airy Shaw. Rubia haematantha ingår i släktet krappar, och familjen måreväxter. Inga underarter finns listade i Catalogue of Life.